# Viacheslav Nezhichkin
Viacheslav Nezhichkin es un deportista ruso que compitió en taekwondo. Ganó una medalla de bronce en el Campeonato Europeo de Taekwondo de 1996, en la categoría de –50 kg.

## Palmarés internacional
| Campeonato Europeo | Campeonato Europeo   | Campeonato Europeo | Campeonato Europeo |
| Año                | Lugar                | Medalla            | Categoría          |
| ------------------ | -------------------- | ------------------ | ------------------ |
| 1996               | Helsinki (Finlandia) | Medalla de bronce  | –50 kg             |